# Hamme (Fluss)
Die Hamme (plattdeutsch: Hamm) ist der 48 km (davon 27,15 km schiffbar, ab Ende des Oste-Hamme-Kanals) lange, rechte bzw. nördliche Quellfluss der Lesum, eines rechten Nebenflusses der Weser in Niedersachsen und Bremen. Das Einzugsgebiet der Hamme liegt unmittelbar nordöstlich der Stadt Bremen im Elbe-Weser-Dreieck.
Die Hamme entwässert das Teufelsmoor zwischen Worpswede und der Kreisstadt Osterholz-Scharmbeck. Die Kollbeck bzw. fortführend der Oste-Hamme-Kanal bilden flussaufwärts die nordöstliche schiffbare Fortsetzung der Hamme; der Kanal verbindet den Fluss mit der Oste, auf die Ersterer bei Bremervörde trifft. Bei Ritterhude vereinigt sich flussabwärts die Hamme mit der deutlich wasserreicheren Wümme (im Mittel 15,5 m³/s gegenüber 4,5 m³/s der Hamme) zur Lesum.

## Name
Der Fluss wird im Jahr 1331 (a flumine Hamma) erstmals urkundlich genannt. Der Name setzt sich wohl zusammen aus der Endung -aha für ‚Fließgewässer‘ und althochdeutsch hamma für ‚Kniekehle, Wade, Hinterbug‘, was möglicherweise metaphorisch Bezug auf die Flusskrümmungen nimmt.
Der Name des Oberlaufs Giehler Bach leitet sich vom germanischen Stamm gīl- für ‚gären, antreibend‘ ab.

## Flusslauf
Der Oberlauf der Hamme trägt den Namen Giehler Bach und entspringt in der Langen Heide nordöstlich von Osterholz-Scharmbeck. Die ausgewiesene „Quelle“ führt das Wasser mehrerer Entwässerungsgräben des heute landwirtschaftlich genutzten, etwa 45 m ü. NN hohen Geestplateaus ab. Diese Endmoräne der Saaleeiszeit ist auch das Quellgebiet anderer Geestrandbäche wie Drepte, Scharmbecker Bach, Schönebecker Aue und Wienbeck.
Zunächst fließt der Giehler Bach nach Nordosten und senkt sich dabei zwischen den Ortschaften Hülseberg und Freißenbüttel innerhalb weniger Kilometer bis auf ein Niveau von etwa 15 Metern ü. NN. Bei Ohlenstedt fließt Wasser aus den Ohlenstedter Quellseen zu, und der Fluss durchquert mit geringem Gefälle die Samtgemeinde Hambergen bis ins Springmoor bei Giehlermühlen (Vollersode) (5 m ü. NN).
Von dort senkt der Fluss sich nur noch minimal bis ins Teufelsmoor und wird dort schließlich im Giehler Moor bei Viehspecken (4 m ü. NN) zur Hamme. Hier fließt der kanalisierte und schiffbare erweiterte einstige Bachlauf Kollbeck zu, an deren oberen Ende sich der Übergang zum Oste-Hamme-Kanal befindet, wo zudem auch die Kilometrierung des Flusses beginnt. Mit äußerst geringer Strömung fließt die Hamme von Viehspecken aus nach Süden durch das nach ihr benannte Urstromtal.
Zwischen den ehemaligen Moorkolonien Bornreihe und Hüttenbusch hindurch geht es weiter Richtung Worpswede, wo die drei linken Zuflüsse Rummeldeisbeek, Schmoo und Umbeck münden. Wenige Kilometer flussabwärts strömt von rechts die Beek zu, die den größten Teil des Moorgebietes westlich der Hamme entwässert. Von der Beekmündung aus fließt die Hamme in südwestlicher Richtung an Osterholz-Scharmbeck vorbei Richtung Ritterhude.
Schon im 19. Jahrhundert ist dieser Teil der Hamme begradigt worden, und die zahlreichen Mäander wurden an insgesamt sieben Stellen durchstochen, so dass der Flusslauf auf dieser Strecke von 9 km auf 4,3 km verkürzt wurde. Die Altarme blieben dabei überwiegend als einseitige Einmündungen in die Hamme erhalten. Ein verbliebener Teil des sogenannten Altarms 3 südöstlich von Scharmbeckstotel wurde 2007 im Rahmen des Naturschutzprojekts Hammeniederung entschlammt und 2008 war eine Sohlschwelle eingefügt worden, um dessen Leerlaufen bei Niedrigwasser zu verhindern. Ende Januar 2020 wurde nach drei Monaten Bauzeit auch des auf 230 m zugeschütteten Teil dieses Arms auf 230 m Länge wieder aufgegraben und mit der Hamme verbunden.
Hinter der im Jahre 1876 gebauten Schleuse in Ritterhude, durch die die Hamme gezeitenfrei gehalten wird, trifft die Hamme unweit der Stadtgrenze von Bremen auf die Wümme und bildet mit ihr den von Brackwasser beeinflussten Tidefluss Lesum, der 10 km unterhalb in die Weser mündet.

Quelle des Giehler Bachs
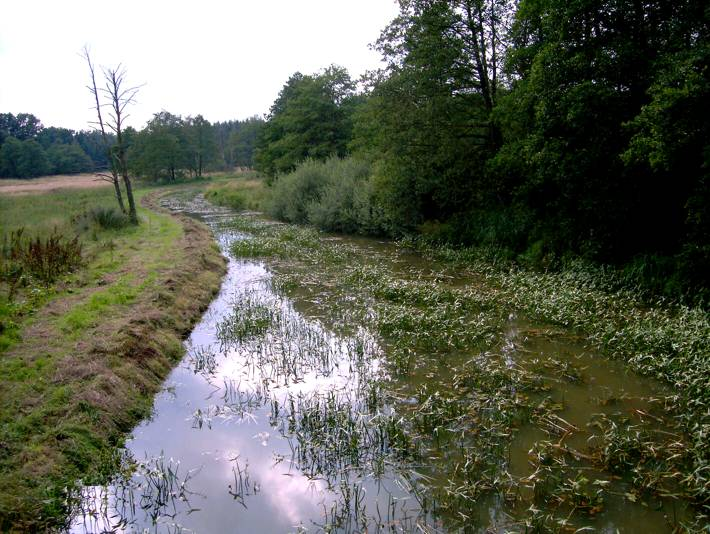
Oberlauf der Hamme (Giehler Bach) im Springmoor
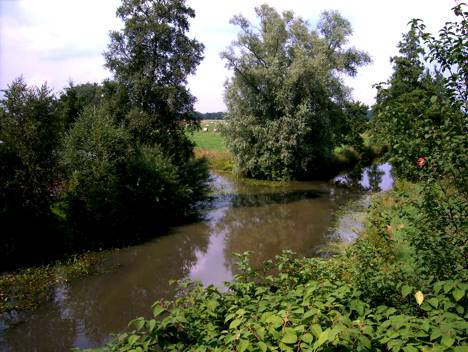
Mündung des Giehler Bachs und des Oste-Hamme-Kanals bei Viehspecken
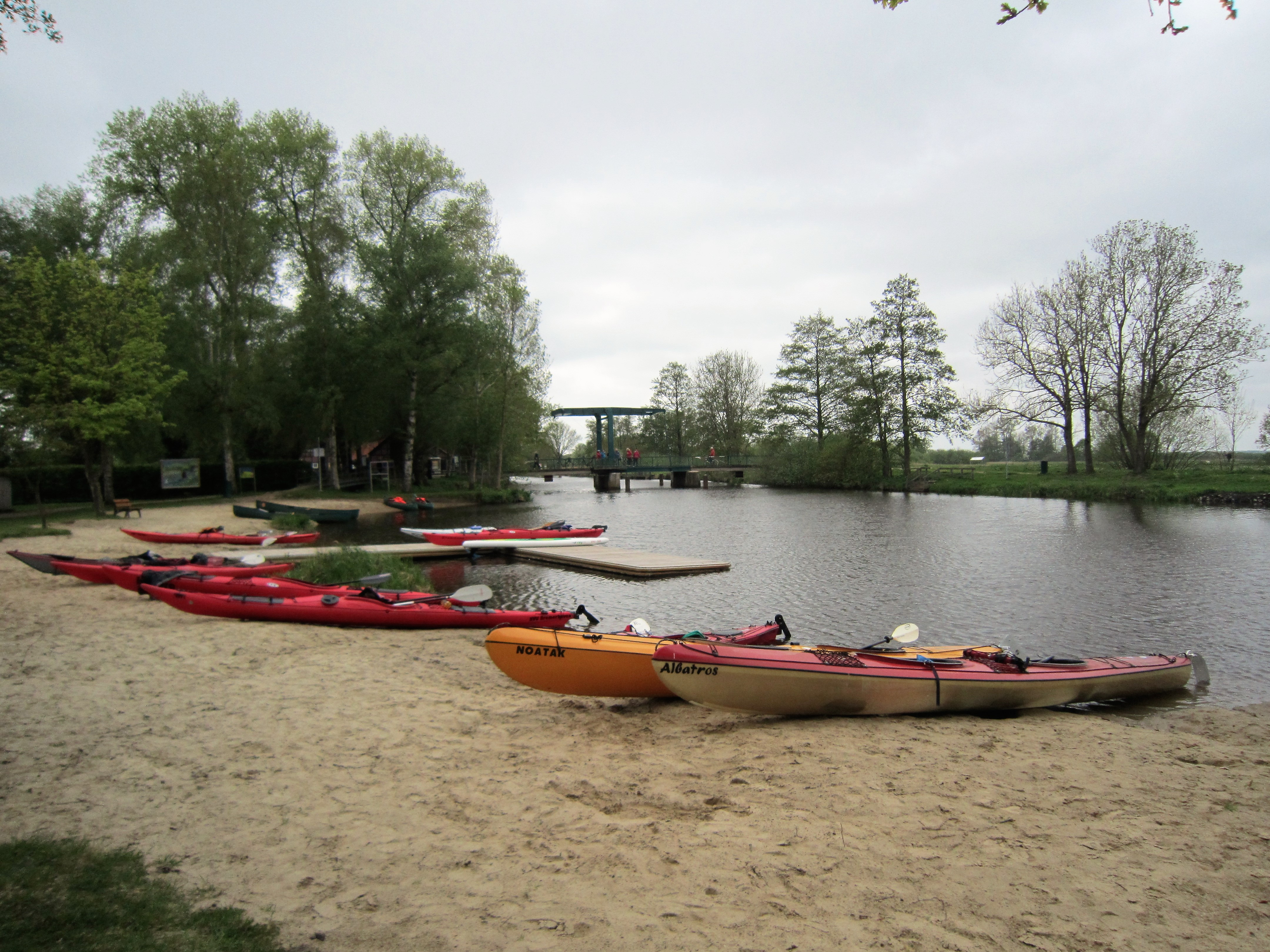
Die Hamme beim Torfhafen Neu-Helgoland
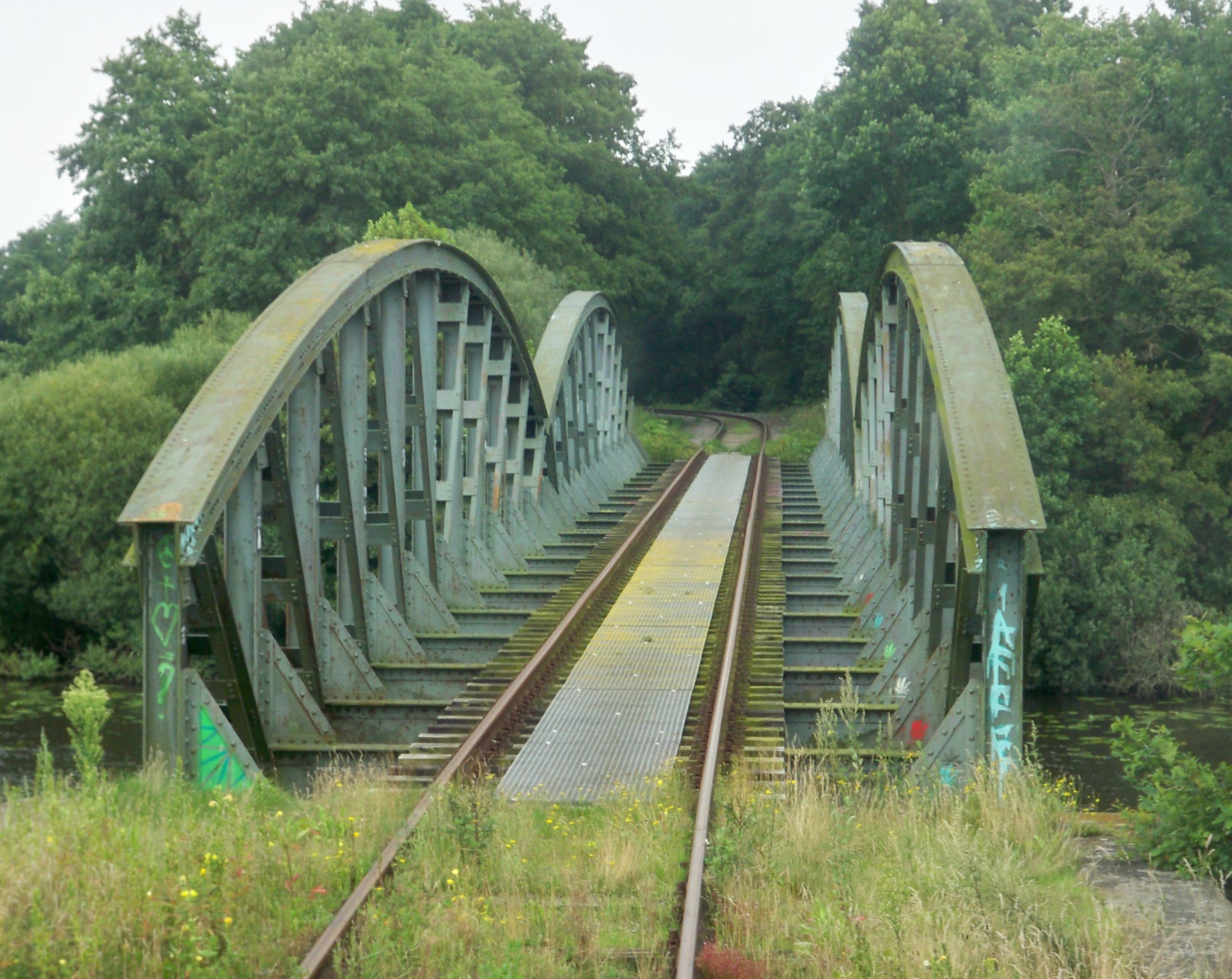
Eisenbahnbrücke der Bahnstrecke Bremervörde–Osterholz-Scharmbeck über die Hamme zwischen Weyermoor und Melchers Hütte
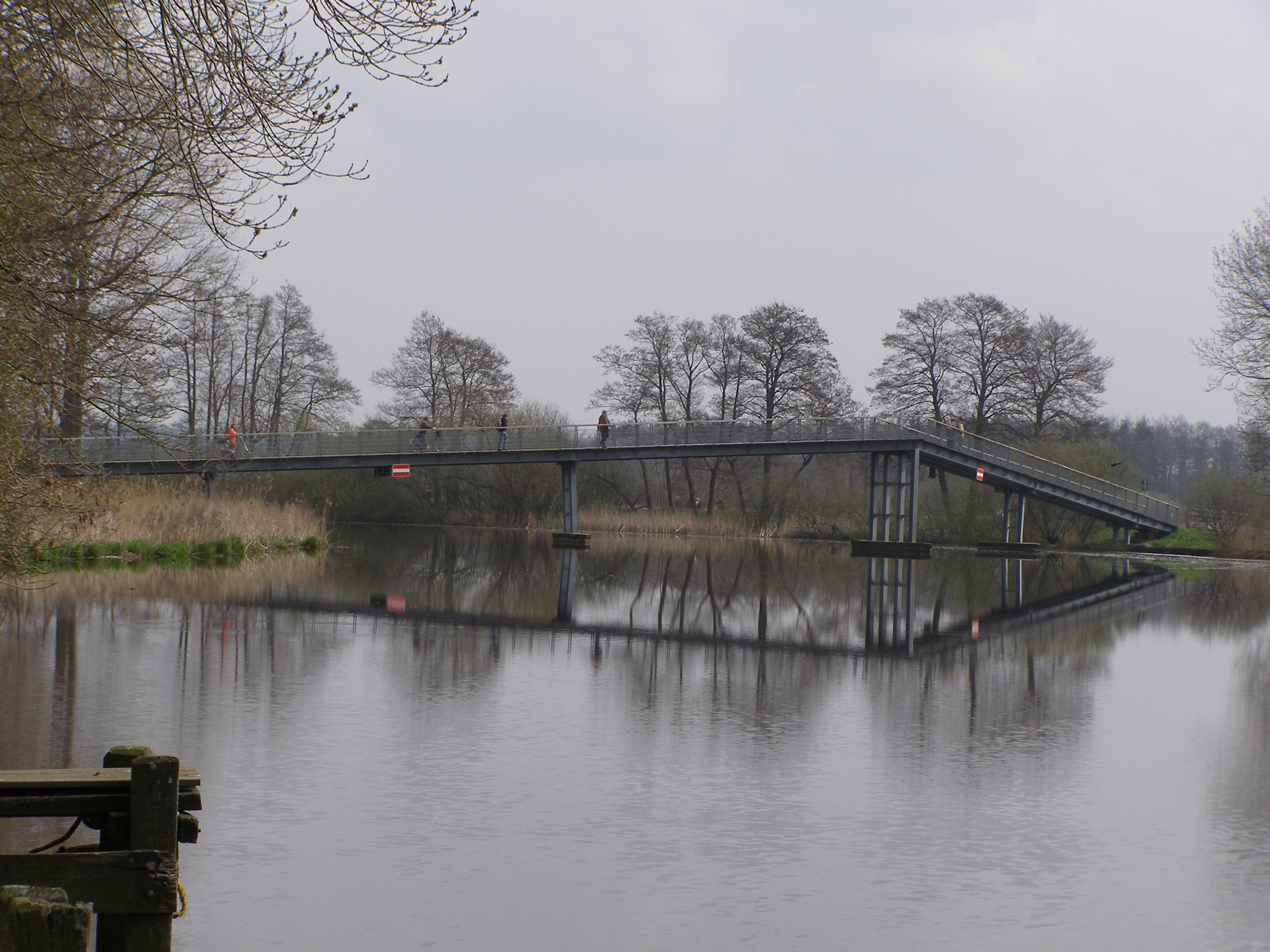
Fußgängerbrücke über die Hamme bei Melchers Hütte
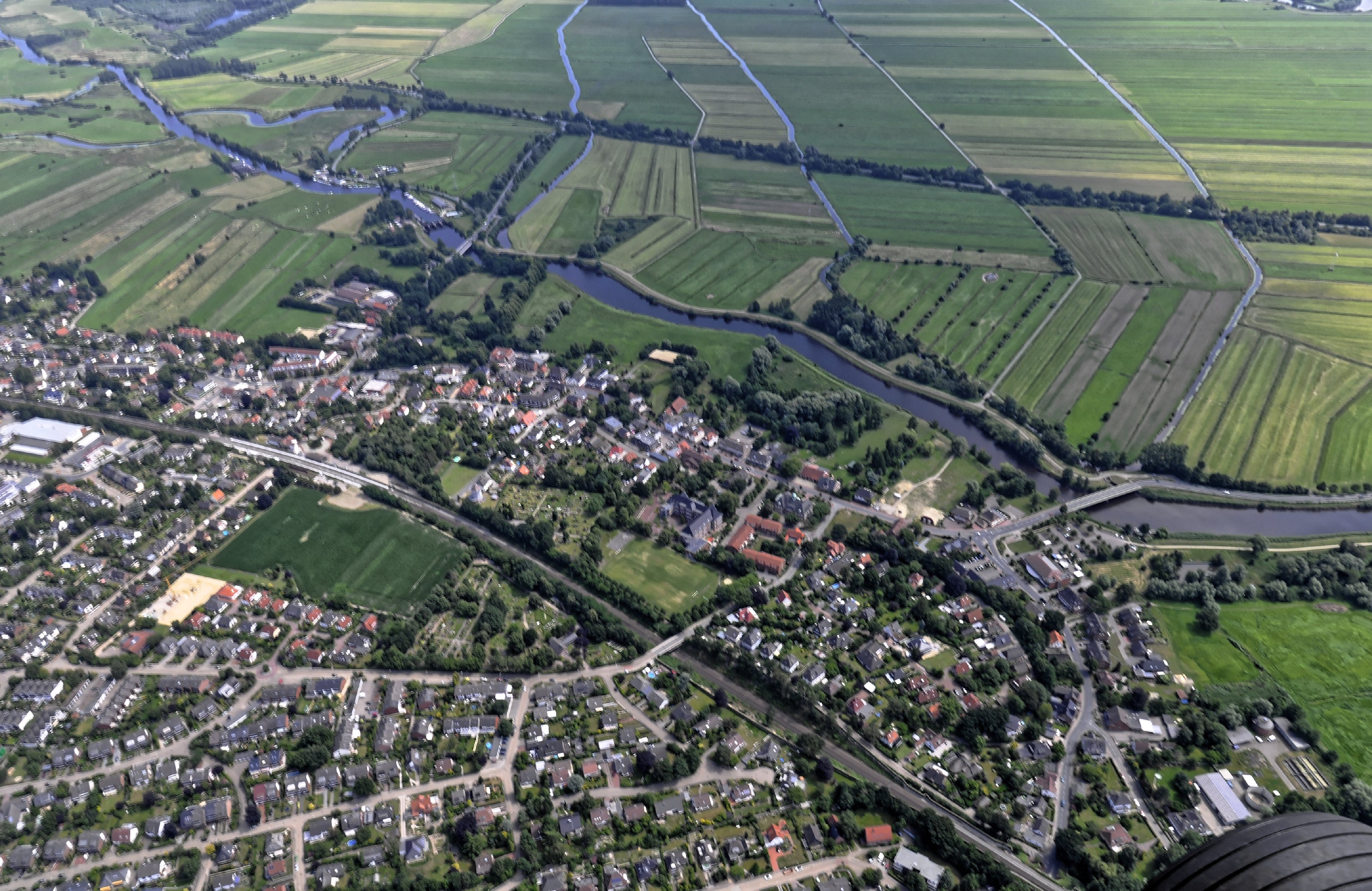
Die Hamme bei Ritterhude
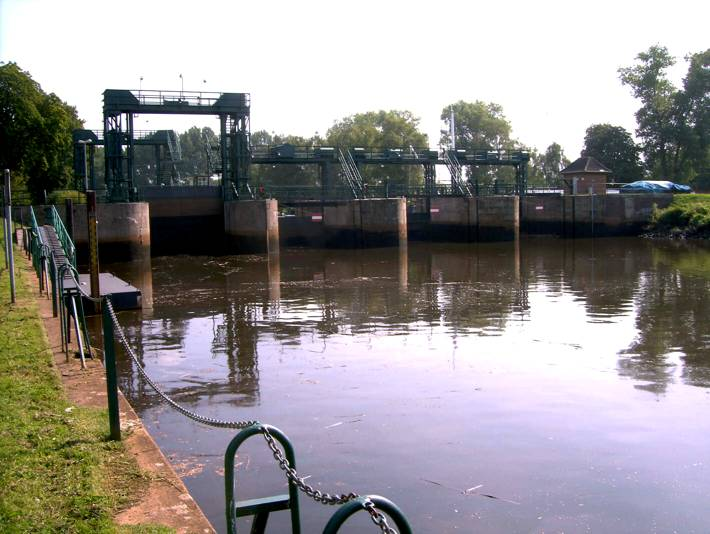
Hammeschleuse in Ritterhude
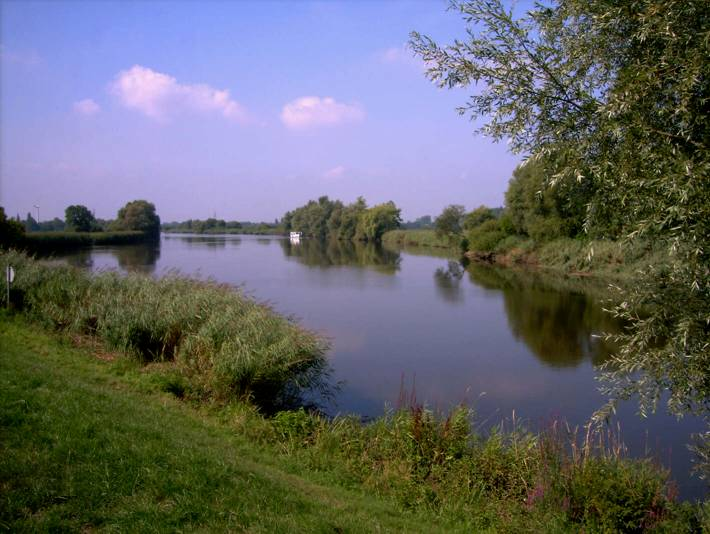
Zusammenfluss der Hamme mit der Wümme (von links) zur Lesum

## Schleusen und Hubbrücken
An der Hamme gibt es insgesamt drei Schleusen in Hartheckel, Teufelsmoor und Ritterhude.

### Selbstbedienungsschleuse Hartheckel
Die Selbstbedienungsschleuse Hartheckel liegt bei Flusskilometer 4,2 km und ist 10,80 m lang und 2,75 m breit. Sie wurde 1961 im Zuge des Ausbaus als Ersatz für die früheren Schleusen Viehspecken und Hartheckel errichtet.

### Selbstbedienungsschleuse Teufelsmoor & Hubbrücke Teufelsmoor
Die Selbstbedienungsschleuse Teufelsmoor liegt bei Flusskilometer 9,5 km und ist 17,60 m lang und 6,50 m breit. Sie wurde 1959 im Zuge des Ausbaus als Ersatz für die frühere Schleuse Teufelmoor gebaut. Sie besitzt eine Hubbrücke die nur bei rechtzeitiger Voranmeldung beim GLV Teufelsmoor geöffnet wird.

### Hubbrücke Neu Helgoland
Die Hubbrücke wird nur bei rechtzeitiger Voranmeldung bei der Gemeinde Worpswede geöffnet.

### Ritterhude
Die Hammeschleuse Ritterhude liegt bei Flusskilometer 25,3 km und ist 26,00 m lang und 6,30 m breit. Sie wurde 1874/1875 errichtet und stellt die Grenze zum tideabhängigen Unterlauf des Flusses da. Die Schleusung erfolgt durch einen Schleusenwärter.

## Nutzung

Hamme-Torfkahn im Wappen des Landkreises Osterholz (verliehen 1936)

Die Hamme dient bis heute zur Entwässerung der Moorgebiete zwischen Worpswede und Osterholz-Scharmbeck. Darüber hinaus wurde sie zum Abtransport von Torf mit Hilfe von Torfkähnen genutzt. Die Ritterhuder Schleuse wurde in ihrem Eröffnungsjahr von 8994 Torfkähnen, 65 Bockschiffen und 81 Kähnen passiert, im Herbst von bis zu 500 Einheiten täglich. Zwischen der Siedlung Teufelsmoor und dem Beginn des Osterholzer Hafenkanals wurden im 19. Jahrhundert sieben Hammehütten errichtet, die an Holtstellen lagen. An diesen Stellen konnte Torf auf Bockschiffe geladen werden. In den Hütten gab es auch einen Schankbetrieb. Heute gibt es noch drei Hammehütten, und zwar Neu-Helgoland, Melchers Hütte und Tietjens Hütte.
Anfang der 1980er-Jahre wurden in der Teufelsmoor-Region erste Nachbauten historischer Torfkähne gefertigt und wenig später für den Tourismus entdeckt. Torfkahnfahrten werden in der Regel von Mai bis September angeboten.
Heute wird die Hamme überwiegend touristisch und freizeitlich genutzt, sowohl durch anliegende Vereine, als auch Einzelpersonen. Neben dem Fahrgastschiff Alma und den Torfkähnen sind kleinere Motorboote, Kanus, SUPs und Ruderboote unterwegs. Diese Nutzung findet ihre Einschränkungen durch die geltenden Naturschutz- und Landschaftsschutzverordnungen (mehr dazu im Abschnitt Befahrungsregelungen).

### Hammehütten
Von den ehemals sieben Hammehütten sind heute nur noch fünf Standorte bekannt, von denen vier noch existieren und nur drei weiterhin als Gaststätten bewirtschaftet werden:
- Neu-Helgoland 53,22639° N, 8,88671° O
- Murkens Hütte (Mündung Beek, Zollstation für die Beeknutzung, Hütte nicht mehr existent) 53,22233° N, 8,874355° O
- Melchers Hütte (auch bekannt als Neu-Kamerun) 53,21518° N, 8,85553° O
- Kiautschou (kurz unterhalb Melchers Hütte, seit 1925 nicht mehr bewirtschaftet, als Wochenendhaus genutzt) 53,214048° N, 8,852409° O
- Tietjens Hütte 53,20424° N, 8,8191° O

## Befahrungsregelungen
Für die Hamme gelten Befahrungsregelungen für den motorisierten und nichtmotorisierten Wassersport.
Die Vorschriften zum Bootsverkehr auf der Hamme bezwecken die Vermeidung von Beeinträchtigungen der Gewässerökosysteme, u. a. die Vermeidung von Störungen der Brut- und Rastvögel sowie des Fischotters.
Neben den naturschutzrechtlichen Befahrungsregelungen sind zudem die verkehrsrechtlichen Regelungen der Verordnung der Bezirksregierung Lüneburg über die Schifffahrt auf der Hamme (kurz: HammeVO) zu beachten. Diese sieht insbesondere weiterhin die Notwendigkeit eines Sportbootführerschein Binnen oder See für motorisierte Boote mit einer Leistung von mehr als 3,68 kW (5 PS) vor.

### Motorisierter Wassersport
Alle Angaben sind ohne Gewähr auf absolute Richtigkeit, vor einer Befahrung sollte die jeweilige Verordnung gelesen werden.
Grundsätzlich verboten sind alle motorisierten Boote mit über 12 m Länge, abgesehen von dem Fahrgastschiff Alma und den Torfkähnen.

#### Viehspecken – Teufelsmoorstraße L153
Der Abschnitt zwischen Viehspecken und der Teufelsmoorstraße darf nur von Torfkähnen, max. 10 Booten des WSV Viehspecken, sowie zeitgleich max. 5 Gastbooten des Vereins befahren werden und anderen Booten mit ständigem Liegeplatz am Campingplatz Viehspecken. Zusätzlich können für max. 10 Boote zeitgleich befristete Ausnahmegenehmigungen erteilt werden. Im Zeitraum vom 1. November bis einschließlich des 31. März gilt ein Winterfahrverbot. Zwischen 23:00 Uhr und 06:00 Uhr gilt zudem ein Nachtfahrverbot.

#### Teufelsmoorstraße L153 – Hubbrücke Neu Helgoland
Der Abschnitt zwischen der Teufelsmoorstraße L153 und der Hubbrücke bei Neu Helgoland darf nur von Torfkähnen, max. 10 Booten des WSV Viehspecken, sowie zeitgleich max. 5 Gastbooten des Vereins befahren werden und anderen Booten mit ständigem Liegeplatz an den Campingplätzen Teufelsmoor und Viehspecken oder im Freizeithafen Neu Helgoland. Zusätzlich können für max. 10 Boote zeitgleich befristete Ausnahmegenehmigungen erteilt werden. Im Zeitraum vom 1. November bis einschließlich des 31. März gilt ein Winterfahrverbot. Zwischen 23:00 Uhr und 06:00 Uhr gilt zudem ein Nachtfahrverbot.

#### Hubbrücke Neu Helgoland – Brücke K9 bei Tietjens Hütte
Der Abschnitt zwischen der Hubbrücke Neu Helgoland und der Brücke der K9 bei Tietjens Hütte darf nur von dem Fahrgastschiff Alma, Torfkähnen, max. 25 Booten des WSV Ritterhude, max. 30 Booten des ESV Bremen, max. 35 Booten des Verein Ritterhuder Uhlen, max. 45 Booten des SC Hamme, max. 30 Booten des WSG Worpswede, max. 10 Booten des WSV Viehspecken, sowie zeitgleich jeweils max. 5 Gastbooten pro Verein und anderen Booten mit ständigem Liegeplatz an den Campingplätzen Teufelsmoor und Viehspecken, sowie weiteren rechtmäßig errichteten Anlegern. Im Zeitraum vom 1. November bis einschließlich des 31. März gilt ein Winterfahrverbot. Zwischen 23:00 Uhr und 06:00 Uhr gilt zudem ein Nachtfahrverbot.

#### Brücke K9 bei Tietjens Hütte bis Ritterhuder Schleuse
Der Abschnitt zwischen der Brücke der K9 bei Tietjens Hütte und der Ritterhuder Schleuse darf von allen motorisierten Booten, welche die Längenbeschränkung erfüllen befahren werden. Auf diesem Abschnitt gilt kein Winter- bzw. Nachtfahrverbot. Die Erreichbarkeit des Hafens Osterholz-Scharmbeck ist somit jederzeit gegeben.

### Nichtmotorisierter Wassersport
Alle Angaben sind ohne Gewähr auf absolute Richtigkeit, vor einer Befahrung sollte die jeweilige Verordnung gelesen werden.

#### Viehspecken bis Hubbrücke Neu Helgoland
Der Abschnitt zwischen Viehspecken und der Hubbrücke Neu Helgoland darf von nichtmotorisierten Booten ganzjährig befahren werden. Es gilt von 23:00 Uhr bis 06:00 Uhr ein Nachtfahrverbot. Das Fahren mit SUPs ist verboten.

#### Hubbrücke Neu Helgoland bis Melchers Hütte
Der Abschnitt zwischen der Hubbrücke Neu Helgoland und Melchers Hütte darf von nichtmotorisierten Booten im Zeitraum 1. April bis 31. Oktober befahren werden, da ein Winterfahrverbot gilt, zudem gilt zwischen 23:00 Uhr und 06:00 Uhr ein Nachtfahrverbot. Das Fahren mit SUPs ist verboten.

#### Melchers Hütte bis Brücke K9 bei Tietjens Hütte
Der Abschnitt zwischen Melchers Hütte und der Brücke der K9 bei Tietjens Hütte darf von nichtmotorisierten Booten ganzjährig befahren werden. Es gilt von 23:00 Uhr bis 06:00 Uhr ein Nachtfahrverbot. Das Fahren mit SUPs ist verboten.

#### Brücke K9 bei Tietjens Hütte bis Ritterhuder Schleuse
Der Abschnitt zwischen Melchers Hütte und der Brücke der K9 bei Tietjens Hütte darf von nichtmotorisierten Booten ganzjährig befahren werden. Das Fahren von Stand-Up-Paddlern ist hier erlaubt.

## Natur- und Landschaftsschutz
Die Hamme bildet das Zentrum der Hammeniederung, eines großflächigen Biotopverbundes im Elbe-Weser-Dreieck.